# Малишевская, Патриция
Патриция Малишевская (пол. Maliszewska, Patrycja; род. 12 марта 1988, Белосток) — польская шорт-трекистка, участница зимних Олимпийских игр 2010, 2014 и 2022 годов, пятикратная призёр чемпионатов Европы, многократная чемпион Польши.

## Биография
Патриция Малишевская начала заниматься шорт-треком в 1998 году, когда училась в 3-м классе начальной школы, после того, как заметила рекламу занятий по катанию на роликах в её школе. У неё уже были роликовые коньки, которые подарила бабушка. Зимой занятия по катанию на роликах превратились в занятия по катанию на коньках. С восемнадцати лет она регулярно выступает в больших соревнованиях.
Представляет клуб "Łks Juvenia" Белосток. Подопечная тренера Дария Кулеши (клуб) начала соревноваться в возрасте 14 лет на международных детских турнирах. 
В январе 2005 года на юниорском чемпионате мира в Белграде заняла 19-е место в общем зачёте, а через 2 недели на Европейском юношеском Олимпийском фестивале в Шампери выиграла золото на дистанции 500 м. Через 2 года она дебютировала на чемпионате Европы в Шеффилде, где стала 23-й в общем зачёте многоборья, а через год в Вентспилсе поднялась на 21-е место.
Патриция начала 2009 год с чемпионата Европы в Турине, оставшись на 22-м месте, следом участвовала в зимней Универсиаде в Харбине и заняла лучшее 18-е место в беге на 500 м. В марте на чемпионате Польши она выиграла 500-метровку, заняла 3-е места на дистанциях 1000 и 1500 м и в итоге заняла 2-е место в абсолютном зачёте. В феврале 2010 года на Олимпийских играх в Ванкувере она заняла на дистанциях 500 и 1500 метров 29-е место.
В марте 2010 года Малишевская выиграла национальный чемпионат Польши в общем зачёте. 15 января 2011 года она выиграла серебряную медаль чемпионата Европы в Херенвене на 500 метров — это первая медаль Польши по шорт-треку в соревнованиях такого масштаба. В общем зачёте впервые поднялась на 6-е место. В октябре 2011 года она получила травму головы на этапе Кубка мира в Солт-Лейк-Сити и пропустила следующий этап в Сагенее. 
На 25-й зимней Универсиаде в Эрзуруме Патриция заняла 17-е место в беге на 500 м и 25-е на 1500 м, а в марте на чемпионате мира в Шеффилде добралась до 26-го места в личном многоборье. В 2012 году вновь выиграла Польский чемпионат в общем зачёте. В январе 2013 года завоевала бронзовые медали в беге на 500 м и в эстафете на чемпионате Европы в Мальмё и вновь заняла 6-е место в общем зачёте. 
На зимних Олимпийских играх в Сочи Патриция заняла на дистанции 500 м 18-е место и на 1000 м - 14-е место. В марте выиграла своё 3-е золото чемпионата Польши в личном многоборье. В начале 2015 года она выиграла бронзовую медаль в беге на 500 м, победила в суперфинале в беге на 3000 м и в общем зачёте многоборья заняла 3-е место на чемпионате Европы в Дордрехте. На чемпионате Польши заняла 3-е место в общем зачёте, заняв 1-е место в беге на 500 м и 2-е на 1500 м.
В октябре 2015 года на Кубке мира в Монреале заняла 5-е место на дистанции 500 м, а 6 ноября на этапе в Торонто на дистанции 1000 м Патриция упала и сломала большеберцовую и малоберцовую кости левой ноги. Ей сделали первую операцию, которая была выполнена плохо. Надо было сделать вторую. Это значительно задерживало регенеративные процессы, и ей потребовалось два года, чтобы вернуться к соревнованиям. Во-время двухлетнего перерыва у неё умерла мама и она была близка к срыву.
В 33 года Патриция участвовала на своих 3-х зимних Олимпийских играх в Пекине на дистанции 500 м вместо своей младшей сестры Наталии, у которой был обнаружен коронавирус. В своей отборочной группе она заняла лишь 3-е место со временем 44.130 сек, и не вышла в четвертьфинал.